# 伊朗改革派
伊朗改革派（羅馬化：Eslâh-Talabân）是伊朗的一个政治派别。伊朗的「改革时代」有时被说成是从1997年到2005年——穆罕默德·哈塔米总统两届任期的长度。改革阵线协调委员会（شورای هماهنگی جبهه اصلاحات；Council for Coordinating the Reforms Front）是该时期改革运动中的主要伞式组织和联盟；然而，还有一些改革派团体没有与该委员会结盟，如改革派阵线（جبهه اصلاح‌طلبان）。

## 背景

### 组织
第二霍達德運動通常不僅指改革陣線的18個團體和政黨的聯盟，還指支持1997年哈塔米改革計劃的任何其他人。哈塔米和該運動的思想基礎是伊斯蘭民主。
第二次霍达德运动（The 2nd of Khordad Movement）通常不仅指改革阵线的18个团体和政党的联盟，而且指任何其他支持哈塔米1997年改革方案的人。哈塔米和该运动的意识形态以伊斯兰民主为基础。
改革阵线由几个政党组成，其中最著名的几个政党包括以下几个
伊斯兰伊朗参与阵线（波斯语: جبهه مشارکت ایران اسلامی; Jebheye Mosharekate Iran-e Eslaami）：主要人物有穆罕默德-礼萨·哈塔米（Mohammad Reza Khatami）、赛义德-哈贾里安（Saeed Hajjarian）、阿里雷扎-阿拉维塔巴尔（Alireza Alavitabar）、阿巴斯-阿卜迪（Abbas Abdi）、穆森-萨法伊-法拉哈尼（Mohsen Safaie-Farahani）、穆森-阿明扎德（Mohsen Aminzadeh）和穆斯塔法-塔吉扎德（Mostafa Tajzadeh）。它被描述为霍达德第二阵线党内的主要成员，"主要的改革派政党"，是与哈塔米总统关系最密切的政党。
战斗教士协会（波斯语：مجمع روحانیون مبارز；Majma'e Rowhaniyoon-e Mobarez）：主要人物是穆罕默德-哈塔米、哈迪-哈梅内伊、马吉德-安萨里、穆罕默德-塔瓦索里和穆罕默德-穆萨维-霍伊尼哈。它被描述为 "主要的'改革派'神职人员机构"。
伊斯兰革命组织圣战者组织（波斯语：سازمان مجاهدین انقلاب اسلامی,；Sazman-e Mojahedin-e Enghelab-e Eslami）：主要人物有贝赫扎德-纳巴维、穆森-阿尔明、穆罕默德-萨勒瓦提和费佐拉-阿拉布索尔基。圣战者组织被称为 "关键政治团体"。

### 思想
许多伊朗知识分子都参与了推动该运动的工作。也许最有影响力的人物是阿卜杜勒卡里姆-索鲁什。多年来，他是唯一公开批评伊朗伊斯兰政权和政策的声音。他在德黑兰大学的定期讲座曾经吸引了许多伊朗学生参加，这些学生后来产生了第二次霍达德运动。该运动的许多著名人物都属于索鲁什的圈子。然而，在第二次霍达德运动兴起时，赛义德-哈贾里安是该运动的主要理论家和哈塔米阵营的主要战略家。
该运动被描述为改变了公共话语中的关键术语：Imperialism（帝国主义）、Mostazafen（穷人）、Jehad（圣战）、Mojahed（圣战者）、Shahed（殉教）、Khish（根）、enqelab（革命）和Gharbzadegi（西方醉酒），转为一些现代术语和概念，如。demokrasi（民主）、modernniyat（现代性）、azadi（自由）、barabari（平等）、jam'eh-e madani（公民社会）、hoquq-e beshar（人权）、mosharekat-e siyasi（政治参与）、Shahrvandi（公民身份）等等。

### 支持者
据说，改革运动的核心是由伊斯兰左派组成，他们在1989年阿亚图拉-鲁霍拉-霍梅尼去世后被伊斯兰保守派清洗并普遍丧失了竞选资格。 变成改革派的伊斯兰左派包括阿卜杜勒卡里姆-索鲁什、赛义德-哈贾里安、阿克巴-甘吉、阿里-阿克巴-莫赫塔萨米-普尔、易卜拉欣-阿斯哈扎德、穆森-米尔达马迪、米尔-侯赛因-穆萨维，以及Anjoman-e-Eslami（伊斯兰协会）和加强团结办公室的学生团体。
许多机构支持改革运动，如伊斯兰革命圣战者组织（OMIR）和Majma'a Rohaneeyoon Mobarez或激进教士论坛，或促进伊朗团结和自由运动办公室等组织。还有许多媒体支持，如《伊朗之声》（Iran-e-farda）和《Kian》杂志。
据称，哈塔米的支持跨越了地区和阶级界限，甚至一些伊斯兰革命卫队成员、库姆神学院学生和巴斯基民兵也为他投票。然而，他的选举支持的核心来自现代中产阶级、大学生、妇女和城市工人。 例如，到1995年，伊朗6050万人口中约有一半在伊斯兰革命发生时还没出生。